# 克朗 (摩泽尔省)
克朗（法語：Klang，法語發音：[klɑ̃]）是法国摩泽尔省的一个市镇，属于蒂永维尔区。

## 地理
克朗（49°19'7"N, 6°22'15"E）面积4.19 平方千米，位于法国大東部大區摩泽尔省，该省份为法国东北部内陆省份，是洛林的一部分，西南接默尔特-摩泽尔省，东临下莱茵省，北与卢森堡和德国接壤。
与克朗接壤的市镇（或旧市镇、城区）包括：比丹、翁堡-比当日、卡内尔河畔凯当日、肯普利什、韦克兰。
克朗的时区为UTC+01:00、UTC+02:00（夏令时）。

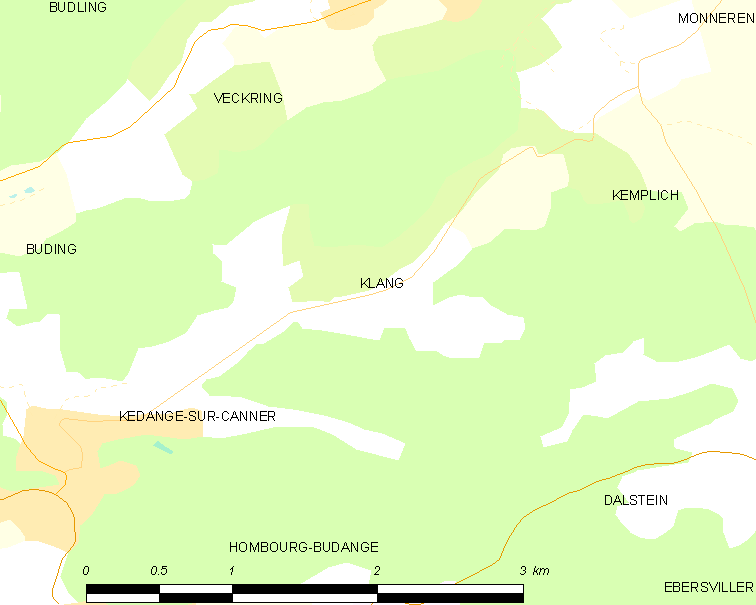
克朗的OSM定位图

## 行政
克朗的邮政编码为57920，INSEE市镇编码为57367。

## 政治
克朗所属的省级选区为梅采维斯县。

## 人口

1962-2008年间克朗人口变化图示

克朗于2022年1月1日时的人口数量为213人。